# Grandcourt (België)
Grandcourt is een plaats in de Belgische Provincie Luxemburg in de gemeente Virton. Tot de gemeentefusies van 1977 was het een deel van de gemeente  Ruette. Jaarlijks wordt er begin augustus een heuvelklim gehouden die meetelt voor het Belgisch kampioenschap in deze discipline.
Deelgemeenten: Bleid · Ethe · Latour · Ruette · Saint-Mard · Virton

Overige dorpen: Chenois · Gomery · Grandcourt · Saint-Remy

Belgische gemeenten · Arrondissement Virton · Luxemburg · Wallonië